# Mistrovství světa ve fotbale hráčů do 17 let 1995
Mistrovství světa ve fotbale hráčů do 17 let 1995 bylo šestým ročníkem tohoto turnaje. Vítězem se stala ghanská fotbalová reprezentace do 17 let.

## Kvalifikace
Na turnaj se kvalifikovaly nejlepší týmy z jednotlivých kontinentálních mistrovství.
| - Afrika (CAF) - Ghana - Guinea - Nigérie - Asie (AFC) - Japonsko - Omán - Katar - Severní, Střední Amerika a Karibik (CONCACAF) - Kanada - Kostarika - USA - Jižní Amerika (CONMEBOL) - Argentina - Brazílie |  | - Evropa (UEFA) - Německo - Španělsko - Portugalsko - Oceánie (OFC) - Austrálie - Hostitel - Ekvádor |

## Základní skupiny

### Skupina A
| Tým      | GP | V | R | P | VG | IG | +/- | B |
| -------- | -- | - | - | - | -- | -- | --- | - |
| Ghana    | 3  | 3 | 0 | 0 | 5  | 1  | 4   | 9 |
| Ekvádor  | 3  | 1 | 1 | 1 | 3  | 2  | 1   | 4 |
| Japonsko | 3  | 1 | 1 | 1 | 2  | 2  | 0   | 4 |
| USA      | 3  | 0 | 0 | 3 | 1  | 6  | -5  | 0 |

| 3. srpna 1995 20:15    |          |     |                                                                                 |
| Ekvádor                | 2:0      | USA | Estadio Olímpico Atahualpa, Quito diváci: 28 000 rozhodčí: Fritz Stuchlik (AUT) |
| Moreira 31' Corozo 83' | (Report) |     | Estadio Olímpico Atahualpa, Quito diváci: 28 000 rozhodčí: Fritz Stuchlik (AUT) |

| 3. srpna 1995 18:00 |          |          |                                                                                |
| Ghana               | 1:0      | Japonsko | Estadio Olímpico Atahualpa, Quito diváci: 28 000 rozhodčí: Leslie Irvine (NIR) |
| Kamara 70'          | (Report) |          | Estadio Olímpico Atahualpa, Quito diváci: 28 000 rozhodčí: Leslie Irvine (NIR) |

| 5. srpna 1995 18:15 |          |                   |                                                                                    |
| Ekvádor             | 1:2      | Ghana             | Estadio Olímpico Atahualpa, Quito diváci: 18 000 rozhodčí: José Luis da Rosa (URU) |
| Angulo 32'          | (Report) | Sule 6' Gambo 68' | Estadio Olímpico Atahualpa, Quito diváci: 18 000 rozhodčí: José Luis da Rosa (URU) |

| 5. srpna 1995 16:00 |          |                           |                                                                                 |
| USA                 | 1:2      | Japonsko                  | Estadio Olímpico Atahualpa, Quito diváci: 12 000 rozhodčí: Fritz Stuchlik (AUT) |
| Redmond 60'         | (Report) | Yamazaki 49' Takahara 86' | Estadio Olímpico Atahualpa, Quito diváci: 12 000 rozhodčí: Fritz Stuchlik (AUT) |

| 8. srpna 1995 20:15 |          |          |                                                                               |
| Ekvádor             | 0:0      | Japonsko | Estadio Olímpico Atahualpa, Quito diváci: 34 000 rozhodčí: Said Belqola (MAR) |
|                     | (Report) |          | Estadio Olímpico Atahualpa, Quito diváci: 34 000 rozhodčí: Said Belqola (MAR) |

| 8. srpna 1995 18:00 |          |                       |                                                                                  |
| USA                 | 0:2      | Ghana                 | Estadio Olímpico Atahualpa, Quito diváci: 28 000 rozhodčí: Vasyl Melnychuk (UKR) |
|                     | (Report) | Iddrisu 35' Akwei 65' | Estadio Olímpico Atahualpa, Quito diváci: 28 000 rozhodčí: Vasyl Melnychuk (UKR) |

### Skupina B
| Tým         | GP | V | R | P | VG | IG | +/- | B |
| ----------- | -- | - | - | - | -- | -- | --- | - |
| Argentina   | 3  | 3 | 0 | 0 | 7  | 0  | 7   | 9 |
| Portugalsko | 3  | 1 | 0 | 2 | 5  | 6  | -1  | 3 |
| Guinea      | 3  | 1 | 0 | 2 | 3  | 6  | -3  | 3 |
| Kostarika   | 3  | 1 | 0 | 2 | 2  | 5  | -3  | 3 |

| 4. srpna 1995 18:00                |          |             |                                                                                         |
| Argentina                          | 3:0      | Portugalsko | Estadio Alejandro Serrano Aguilar, Cuenca diváci: 6 500 rozhodčí: Hartmut Strampe (GER) |
| Gatti 5' La Paglia 19', 88' (pen.) | (Report) |             | Estadio Alejandro Serrano Aguilar, Cuenca diváci: 6 500 rozhodčí: Hartmut Strampe (GER) |

| 4. srpna 1995 20:15    |          |        |                                                                                      |
| Kostarika              | 2:0      | Guinea | Estadio Alejandro Serrano Aguilar, Cuenca diváci: 6 500 rozhodčí: Barry Tasker (NZL) |
| Fonseca 80' Campos 87' | (Report) |        | Estadio Alejandro Serrano Aguilar, Cuenca diváci: 6 500 rozhodčí: Barry Tasker (NZL) |

| 6. srpna 1995 13:15 |          |                                         |                                                                                           |
| Portugalsko         | 2:3      | Guinea                                  | Estadio Alejandro Serrano Aguilar, Cuenca diváci: 2 500 rozhodčí: Ahmed Haji Yaakub (MAS) |
| Zeferino 11', 26'   | (Report) | Bangoura 30' Conte 48' (pen.) Keita 65' | Estadio Alejandro Serrano Aguilar, Cuenca diváci: 2 500 rozhodčí: Ahmed Haji Yaakub (MAS) |

| 6. srpna 1995 20:15   |          |           |                                                                                        |
| Argentina             | 2:0      | Kostarika | Estadio Alejandro Serrano Aguilar, Cuenca diváci: 2 500 rozhodčí: Hossein Asgari (IRN) |
| Caserio 62' Gatti 79' | (Report) |           | Estadio Alejandro Serrano Aguilar, Cuenca diváci: 2 500 rozhodčí: Hossein Asgari (IRN) |

| 9. srpna 1995 18:00          |          |           |                                                                                         |
| Portugalsko                  | 3:0      | Kostarika | Estadio Alejandro Serrano Aguilar, Cuenca diváci: 15 000 rozhodčí: Roger Zambrano (ECU) |
| Vargas 88', 90+1' Adolfo 89' | (Report) |           | Estadio Alejandro Serrano Aguilar, Cuenca diváci: 15 000 rozhodčí: Roger Zambrano (ECU) |

| 9. srpna 1995 20:15   |          |        |                                                                                          |
| Argentina             | 2:0      | Guinea | Estadio Alejandro Serrano Aguilar, Cuenca diváci: 15 000 rozhodčí: Antonio Marrufo (MEX) |
| Peralta 18' Aimar 26' | (Report) |        | Estadio Alejandro Serrano Aguilar, Cuenca diváci: 15 000 rozhodčí: Antonio Marrufo (MEX) |

### Skupina C
| Tým       | GP | V | R | P | VG | IG | +/- | B |
| --------- | -- | - | - | - | -- | -- | --- | - |
| Nigérie   | 3  | 2 | 1 | 0 | 5  | 2  | 3   | 7 |
| Austrálie | 3  | 1 | 1 | 1 | 5  | 4  | 1   | 4 |
| Španělsko | 3  | 1 | 1 | 1 | 4  | 4  | 0   | 4 |
| Katar     | 3  | 0 | 1 | 2 | 1  | 5  | -4  | 1 |

| 4. srpna 1995 12:00 |          |            |                                                                                       |
| Nigérie             | 1:1      | Katar      | Estadio Olímpico de Riobamba, Riobamba diváci: 20 000 rozhodčí: Antonio Marrufo (MEX) |
| Anyamkygh 37'       | (Report) | Ghulam 39' | Estadio Olímpico de Riobamba, Riobamba diváci: 20 000 rozhodčí: Antonio Marrufo (MEX) |

| 4. srpna 1995 14:15 |          |                             |                                                                                      |
| Austrálie           | 2:2      | Španělsko                   | Estadio Olímpico de Riobamba, Riobamba diváci: 20 000 rozhodčí: Ramesh Ramdhan (TRI) |
| Allsopp 16', 73'    | (Report) | Duarte 55' (pen.) Mista 73' | Estadio Olímpico de Riobamba, Riobamba diváci: 20 000 rozhodčí: Ramesh Ramdhan (TRI) |

| 6. srpna 1995 12:00         |          |           |                                                                                      |
| Nigérie                     | 2:0      | Austrálie | Estadio Olímpico de Riobamba, Riobamba diváci: 10 000 rozhodčí: Roger Zambrano (ECU) |
| Anyamkygh 59' Obiorah 90+3' | (Report) |           | Estadio Olímpico de Riobamba, Riobamba diváci: 10 000 rozhodčí: Roger Zambrano (ECU) |

| 6. srpna 1995 14:15 |          |            |                                                                                         |
| Katar               | 0:1      | Španělsko  | Estadio Olímpico de Riobamba, Riobamba diváci: 10 000 rozhodčí: Epifiano Gonzalez (PAR) |
|                     | (Report) | Ferrón 83' | Estadio Olímpico de Riobamba, Riobamba diváci: 10 000 rozhodčí: Epifiano Gonzalez (PAR) |

| 9. srpna 1995 12:00 |          |                                    |                                                                                       |
| Katar               | 0:3      | Austrálie                          | Estadio Olímpico de Riobamba, Riobamba diváci: 10 000 rozhodčí: Hartmut Strampe (GER) |
|                     | (Report) | Kewell 43' (pen.) Allsopp 48', 56' | Estadio Olímpico de Riobamba, Riobamba diváci: 10 000 rozhodčí: Hartmut Strampe (GER) |

| 9. srpna 1995 14:15         |          |                   |                                                                                    |
| Nigérie                     | 2:1      | Španělsko         | Estadio Olímpico de Riobamba, Riobamba diváci: 10 000 rozhodčí: Barry Tasker (NZL) |
| Obiorah 48' Onwuzuruike 84' | (Report) | Duarte 57' (pen.) | Estadio Olímpico de Riobamba, Riobamba diváci: 10 000 rozhodčí: Barry Tasker (NZL) |

### Skupina D
| Tým      | GP | V | R | P | VG | IG | +/- | B |
| -------- | -- | - | - | - | -- | -- | --- | - |
| Brazílie | 3  | 2 | 1 | 0 | 5  | 0  | 5   | 7 |
| Omán     | 3  | 2 | 1 | 0 | 5  | 1  | 4   | 7 |
| Německo  | 3  | 1 | 0 | 2 | 3  | 6  | -3  | 3 |
| Kanada   | 3  | 0 | 0 | 3 | 1  | 7  | -6  | 0 |

| 4. srpna 1995 13:00                                      |          |         |                                                                                |
| Brazílie                                                 | 3:0      | Německo | Estadio Olímpico de Ibarra, Ibarra diváci: 16 000 rozhodčí: Said Belqola (MAR) |
| Djimi 39' Carlos Alberto de Oliveira Júnior 54' Juan 63' | (Report) |         | Estadio Olímpico de Ibarra, Ibarra diváci: 16 000 rozhodčí: Said Belqola (MAR) |

| 4. srpna 1995 15:15        |          |             |                                                                                      |
| Omán                       | 2:1      | Kanada      | Estadio Olímpico de Ibarra, Ibarra diváci: 16 000 rozhodčí: Pierre Mounguengui (GAB) |
| Al-Kathiri 43', 62' (pen.) | (Report) | Bernier 70' | Estadio Olímpico de Ibarra, Ibarra diváci: 16 000 rozhodčí: Pierre Mounguengui (GAB) |

| 6. srpna 1995 14:00 |          |      |                                                                                   |
| Brazílie            | 0:0      | Omán | Estadio Olímpico de Ibarra, Ibarra diváci: 10 000 rozhodčí: Vasyl Melnychuk (UKR) |
|                     | (Report) |      | Estadio Olímpico de Ibarra, Ibarra diváci: 10 000 rozhodčí: Vasyl Melnychuk (UKR) |

| 6. srpna 1995 16:15             |          |        |                                                                                |
| Německo                         | 3:0      | Kanada | Estadio Olímpico de Ibarra, Ibarra diváci: 10 000 rozhodčí: Said Belqola (MAR) |
| Brezina 23' Rost 68' Bugera 73' | (Report) |        | Estadio Olímpico de Ibarra, Ibarra diváci: 10 000 rozhodčí: Said Belqola (MAR) |

| 9. srpna 1995 13:00 |          |                                         |                                                                                    |
| Německo             | 0:3      | Omán                                    | Estadio Olímpico de Ibarra, Ibarra diváci: 9 000 rozhodčí: José Luis da Rosa (URU) |
|                     | (Report) | Al-Kathiri 4' (pen.) Al-Siyabi 81', 87' | Estadio Olímpico de Ibarra, Ibarra diváci: 9 000 rozhodčí: José Luis da Rosa (URU) |

| 9. srpna 1995 15:15 |          |        |                                                                                |
| Brazílie            | 2:0      | Kanada | Estadio Olímpico de Ibarra, Ibarra diváci: 9 000 rozhodčí: Leslie Irvine (NIR) |
| Bel 2' Eduardo 46'  | (Report) |        | Estadio Olímpico de Ibarra, Ibarra diváci: 9 000 rozhodčí: Leslie Irvine (NIR) |

## Play off

### Čtvrtfinále
| 12. srpna 1995 17:00       |          |             |                                                                                   |
| Ghana                      | 2:0      | Portugalsko | Estadio Olímpico Atahualpa, Quito diváci: 2 000 rozhodčí: Epifiano Gonzalez (PAR) |
| Bentil 12' Amaniampong 87' | (Report) |             | Estadio Olímpico Atahualpa, Quito diváci: 2 000 rozhodčí: Epifiano Gonzalez (PAR) |

| 12. srpna 1995 20:00 |          |                              |                                                                                      |
| Nigérie              | 1:2      | Omán                         | Estadio Reales Tamarindos, Portoviejo diváci: 12 000 rozhodčí: Hartmut Strampe (GER) |
| Chukwueke 13' (pen.) | (Report) | Al-Kathiri 32' Al-Dhabit 49' | Estadio Reales Tamarindos, Portoviejo diváci: 12 000 rozhodčí: Hartmut Strampe (GER) |

| 13. srpna 1995 14:00                     |          |             |                                                                                      |
| Brazílie                                 | 3:1      | Austrálie   | Estadio Reales Tamarindos, Portoviejo diváci: 12 000 rozhodčí: Antonio Maruffo (MEX) |
| Rodrigo 14' Kléber 65' Marco Antônio 75' | (Report) | Allsopp 32' | Estadio Reales Tamarindos, Portoviejo diváci: 12 000 rozhodčí: Antonio Maruffo (MEX) |

| 13. srpna 1995 17:00                  |          |           |                                                                            |
| Argentina                             | 3:1      | Ekvádor   | Estadio Monumental, Guayaquil diváci: 10 000 rozhodčí: Leslie Irvine (NIR) |
| Mercado 36' (vl.) Aimar 46' Gatti 66' | (Report) | Ayala 86' | Estadio Monumental, Guayaquil diváci: 10 000 rozhodčí: Leslie Irvine (NIR) |

### Semifinále
| 17. srpna 1995 17:00             |          |                |                                                                                        |
| Ghana                            | 3:1      | Omán           | Estadio Reales Tamarindos, Portoviejo diváci: 18 000 rozhodčí: José Luis da Rosa (URU) |
| Ansah 38' Kamara 54' Iddrisu 72' | (Report) | Al-Kathiri 67' | Estadio Reales Tamarindos, Portoviejo diváci: 18 000 rozhodčí: José Luis da Rosa (URU) |

| 17. srpna 1995 20:00 |          |                                 |                                                                            |
| Argentina            | 0:3      | Brazílie                        | Estadio Monumental, Guayaquil diváci: 3 000 rozhodčí: Fritz Stuchlik (AUT) |
|                      | (Report) | Rodrigo 74' Rocha 88' Fabio 90' | Estadio Monumental, Guayaquil diváci: 3 000 rozhodčí: Fritz Stuchlik (AUT) |

### O 3. místo
| 20. srpna 1995 14:30 |          |                         |                                                                           |
| Omán                 | 0:2      | Argentina               | Estadio Monumental, Guayaquil diváci: 30 000 rozhodčí: Said Belqola (MAR) |
|                      | (Report) | Gatti 20' Cambiasso 71' | Estadio Monumental, Guayaquil diváci: 30 000 rozhodčí: Said Belqola (MAR) |

### Finále
| 20. srpna 1995 17:00            |     |                            |                                                                            |
| Ghana                           | 3:2 | Brazílie                   | Estadio Monumental, Guayaquil diváci: 30 000 rozhodčí: Leslie Irvine (NIR) |
| Sule 39' Iddrisu 45' Bentil 49' |     | Juan 47' Marco Antônio 90' | Estadio Monumental, Guayaquil diváci: 30 000 rozhodčí: Leslie Irvine (NIR) |